# Hansjörg Kunze
Hansjörg Kunze (Rostock, 28 dicembre 1959) è un ex mezzofondista tedesco.

## Palmarès

### Olimpiadi
- 1 medaglia:
  - 1 bronzo (Seul 1988 nei 5000 m piani)

### Mondiali
- 2 medaglie:
  - 2 bronzi (Helsinki 1983 nei 10000 m piani; Roma 1987 nei 10000 m piani)

## Altre competizioni internazionali
1979
- Coppa Europa di atletica leggera ( Torino)
- 4º in Coppa del mondo ( Montréal), 5000 m piani - 13'39"8

1981
- Coppa Europa di atletica leggera ( Zagabria)
- Argento in Coppa del mondo ( Roma), 5000 m piani - 14'08"54

1983
- Coppa Europa di atletica leggera ( Londra)